# José María Arrubla Martínez
José María Arrubla y Martínez (Santa Fe de Antioquia, 4 de mayo de 1780-Santafé, 10 de septiembre de 1816) fue un comerciante colombiano, quien ocupó la presidencia de cundinamarca  del 26 de noviembre de 1812 al 13 de diciembre de 1812 como integrante de la Junta de gobierno que el general Antonio Nariño conformó para que actuara en su ausencia.

## Biografía
Fue el primogénito de cinco hermanos nacidos en el hogar de don Juan Pablo Pérez Arbizu Rubla y Beaumont y de Rita Martínez Ferreiro. Don Juan Pablo era originario de Ustes (Navarra) y provenía de una antigua familia heredera de la casa de Apezarrasena. Llegó a Santa Fe de Antioquia acompañado de su hermano Tomás y contrajo matrimonio con una hija del alférez real y alcalde ordinario de la ciudad, don Bernardo Martínez y Perrúa y de Francisca Ferreiro Pérez. Su apellido se transormó en Arrubla.

## Trayectoria
Colegial de San Bartolomé. Se radicó en Santafé donde instaló un reconocido establecimiento de comercio.
Asumió la Presidendia de la República como integrante de la Junta de Gobierno organizada por Nariño para que dirigiera al país mientras su ausencia. 

## Familia
Arrubla se había casado  el 10 de julio de 1803 en Santafé con María Ignacia Díaz de Herrera  y Gálvez, hija del español Juan Díaz de Herrera y Mathei y de Manuela Gálvez Larreátegui. Fue su u´nico hijo don Gerardo Arrubla Herrera. 
| Predecesor: Antonio Nariño | Presidente de Cundinamarca 26 de noviembre de 1812 13 de diciembre de 1812 | Sucesor: Antonio Nariño |

- Datos: Q5942613